# Judy Malloy
Judy Malloy (Judith Ann Powers; 9 de enero de 1942) es una artista, escritora y pionera en el campo de la literatura electrónica. Nacida en 1942 en California, Malloy es conocida por sus contribuciones innovadoras al arte digital y la narrativa interactiva.

## Trayectoria
Malloy comenzó su carrera como escritora en la década de 1970, publicando una serie de libros experimentales que exploraban las posibilidades de la palabra escrita en un contexto digital. En la década de 1980, se convirtió en una de las primeras artistas en crear obras de arte literario en línea, aprovechando las nuevas tecnologías para crear experiencias narrativas interactivas y colaborativas.
Una de las obras más conocidas de Malloy es "Uncle Roger", una novela en línea escrita en colaboración con otros autores y lectores a lo largo de varios años. Esta obra pionera en la literatura electrónica fue una de las primeras en explorar las posibilidades de la narrativa no lineal y la participación del lector en la creación del texto.

## Obras
- Libros de artistas (1977-1993)
- Proyectos de paisaje (1978–)
- Tío Roger (1986-1987) (edición revisada de 2003)
- Mala información (1986-1988)
- OK Research, OK Genetic Engineering (1988)
- ¡TÚ! (1991)
- Perder el tiempo, una estructura de datos narrativa (1992)
- su nombre era Penélope (1993)
- amor0ne (1994)
- name is scibe (1994)
- El rugido del destino emanó del refrigerador (1995-1999)
- Forward Anywhere (1995)
- Dorothy Abrona McCrae (2000)
- Interludio - Dorothy y Sid (2001)
- Una fiesta en Silver Beach (2002)
- Posteriormente (2003)
- Revelaciones de vigilancia secreta (2004-2007)
- Concierto para datos narrativos (2005-2006, 2008)
- La celebración de la boda de Gunter y Gwen (2006-2007)
- Caminos de la memoria y la pintura (2010)